# Вандёвр-ле-Нанси-Эст (кантон)
Вандёвр-ле-Нанси-Эст (фр. Vandœuvre-lès-Nancy-Est) — кантон во Франции, находится в регионе Лотарингия. Департамент кантона — Мёрт и Мозель. Входит в состав округа Нанси. Население кантона на 2011 год составляло 13 923 человек.
Код INSEE кантона 5436. Бывший кантон Вандёвр-ле-Нанси был разделён в 1997 году на Вандёвр-ле-Нанси-Эст и Вандёвр-ле-Нанси-Уэст. В кантон Вандёвр-ле-Нанси-Эст входит часть коммуны Вандёвр-ле-Нанси.

## Коммуны кантона
| Коммуна          | Население | Почтовый индекс | Код INSEE |
| ---------------- | --------- | --------------- | --------- |
| Вандёвр-ле-Нанси | 32 048    | 54500           | 54547     |